# Roger Deslaur
Roger Deslaur – pierwszy władca Księstwa Aten po jego podboju przez Kompanię Katalońską. Rządził w latach 1311–1312. Był również baronem Salony w latach 1311–1312.

## Życiorys
Był jednym z dowódców Kompanii Katalońskiej po śmierci Rogera z Flor w 1305 roku. Po zdobyciu Księstwa Aten przez Katalończyków, w wyniku zwycięskiej bitwy nad rzeką Kefisos w 1311 roku zakończonej śmiercią księcia Waltera z Brienne i po wyparciu z Aten księżnej Joanny z Châtillon, został obrany władcą państwa. Zmarł w 1312 roku.